# Emmanuelle Antille
Emmanuelle Antille (Lausanne, 27 mei 1972) is een Zwitserse filmregisseuse.

## Biografie
Emmanuelle Antille studeerde van 1991 tot 1996 aan de École supérieure d'art visuel in Genève en vervolgens van 1997 tot 1998 aan de Rijksakademie van beeldende kunsten in Amsterdam.
In 2012 maakte ze haar eerste langspeelfilm, Avanti.

## Filmografie
- Angels Camp, 2003.
- Rollow, 2005.
- Avanti, 2012.
- A Bright Light - Karen and the Process, 2018.

- Bibsys: 4025291
- Bibliothèque nationale de France: cb165611745 (data)
- Gemeinsame Normdatei: 124605389
- International Standard Name Identifier: 0000 0000 9993 3687
- Nationale Bibliotheek van Tsjechië: jx20070618002
- Nederlandse Thesaurus van Auteursnamen: 239369416
- Réseau des bibliothèques de Suisse occidentale: 02-A005839436
- RKD-Nederlands Instituut voor Kunstgeschiedenis: 202651
- SIKART: 4022621
- Système universitaire de documentation: 140807403
- Union List of Artist Names: 500121115
- Virtual International Authority File: 72331296
- WorldCat: E39PBJx8yR77CxHW6fpByKwjYP